# Музеј примењене уметности у Бечу
Музеј примењене уметности у Бечу (акроним МАК од нем. речи: Museum für angewandte Kunst)  један је од првих бечких музеја примењене уметности, који је под називом  „Царски  аустријски музеј за уметност и индустрију”  (нем. K. k. Österreichisches Museum für Kunst und Industrie), свечано отворен 1864. године. Био је то први музеј такве врсте у Европи, који је располагао колекцијом предмета од готике до 19. века. Садашњи назив музеј носи од 1947. године.

## Историја
Музеј примењене уметности у Бечу основан је 1863. године под називом  Аустријски музеј уметности и индустрије (нем.  k.k. Österreichisches Museum für Kunst und Industrie) , који се обично називан скраћено Аустријски музеј (нем. Österreichisches Museum). Као први музеј овог типа у Аустроугарској био је узор осталим сличним музејима, основаним у монархији с краја 19. и с почетка 20. века  (нпр у Брну 1873. године и Прагу 1885. године).
Музеј је играо важну улогу у култури Беча као централно место за окупљање и рад бројних личности бечке школе историје уметности , на коју је у целини снажно утицала оријентација ка примењеној уметности.
Институција је 1938. преименована у Државни музеј примењене уметности у Бечу (нем. Staatliches Kunstgewerbemuseum in Wien), а  од 1947. године поново мења назив и добија садашњи Музеј примењене уметности у Бечу (нем. Museum für angewandte Kunst).

## Зграда Музеја
Од 1869. године на адреси Stubenring 5 изграђен је нови музејски комплекс Царског краљевског музеја уметности и индустрије у стилу неоренесансе, према плановима Хајнриха фон Ферстела. Сликар Фердинанд Лауфбергер направио је фриз у графиту и живописне слике на сводном огледалу степеништа.
Дана 15. новембра 1871. године, музеј је свечано отворен за јавност. Била је то прва музејска зграда на Бечком рингу. Након што су Лауфбергерови цртежи изгубљени,  око 1893. године студенти Карла Каргера из Школе примењених уметности поново су осликали фигура на спољној фасади.
Године 1875. аустријском музеју је придодата суседна нова зграда Школе примењених уметности на Штубенрингу 3, чије је планове такође израдио Хајнрих фон Ферстел. Зграда је свечано отворена 1877. године.
Лудвиг Бауман је 1906. године пројектовао доградњу зграде музеја која се налази на адреси Вајс-кирхнер-штрасе 3 (Weiskirchnerstraße 3), која је завршена 1908. године. 
Након Другог светског рата санација ратне штете на згради музеја трајала је све до 1949.године.
Комплетна обнова старих зграда музеја и изградња подземног депоа на два спрата и везног крила са издашним складиштем и додатним изложбеним простором, започела је 1989. године. Након ове обнове, музеј је свечано  отворен 1993. године. Његове изложбене просторе дизајнирали су уметници: Barbara Bloom, Eichinger or Knechtl, Günther Förg, Gangart, Franz Graf, Jenny Holzer, Donald Judd, Peter Noever, Manfred Wakolbinger и Heimo Zobernig.
Године 2014. извршено је репозиционирање поставке сталне колекције уметничком интервенцијом Фусуна Онура, док је репозиционирање сталне колекције Азиа, поверена уметничком дизајнеру  Тадаши Кавамати 2014. и 2016. године.
Зграда у улици Weiskirchnerstraße резервисана је за привремене изложбе, док се у просторијама Штубенринга налазе сталне колекције и MAK design lab.

## Стална музејска поставка МАК
У складу са историјском оправданошћу, стална колекција МАК подељена је на различите одељке у складу са својом функционалном наменом. Простране сале Сталне колекције редизајнирали су савремени уметници како би представили одабране врхунце из колекције МАК. У јединственој интеракцији уметничког наслеђа и савремених интервенција, историјски фундус постављен је на начин који захтева пажљиво испитивање појединачних експоната.
Различити простори Сталне колекције организовани су хронолошки, а појединачни предмети колекције уређени су тако да производе прикладне ансамбле изванредних дела уместо густу, серијску презентацију. Уметници који су учествовали, чије су интервенције развијене кроз процес интензивне сарадње са руководиоцима колекција МАК-а, дошли су до веома различитих приступа и решења.
За разлику од претходног приступа сталним поставкама, нова поставка простора замишљена је  динамичка колекција  у којој ће сваки периодични редизајн појединих области бити праћен ротацијом изложених предмета. У ове поставке спадају: 
Беч 1900 Дизајн - Уметност и занат 1890–1938
Фасцинантно сложена културна епоха означена термином „Беч 1900.“ дуго је била легенда. А једнако вишезначан и важан рад занатлија и дизајнера овог периода сада је у фокусу одељка Сталне колекције МАК. Тематска срж ове презентације је разнолика борба за постизање аустријског, модерног, грађанског и демократског стила. Данас ово поглавље дизајна и историје уметности и заната - подведено под појмове сецесионизма и Југендстил - служи као ниједно друго да поткрепи аустријски идентитет. Али око 1900. године ражење прикладног стила одражавала је криза идентитета грађанске класе. Потпуно контрадикторне резултате ове потраге повезала је централна карактеристика модерне ере: пионирска жеља за изражајном индивидуалношћу.
Колекција теписи
МАК-ова колекција тепиха убраја се међу три најважније такве колекције широм света. Његово језгро је формирано класичним производима из 16. и 17. века, током којих су велика исламска царства Османлија, Сафавида и Могула доживела своје златно доба. Поред комада из исламског света, у МАК-у се налази и група висококвалитетних тепиха из 18. века из фабрике Савонерие из Француске.
Оваколекција укључуја и јединствени свилени мамелучки тепих, сафавидски ловачки тепих, тепих из Херата украшен спиралним витицама, фигуративни индијски комад из доба Акбара, Великог и савонске тепихе цара Јозефа II.
Први тепих купљен је за музеј прилично рано, 1868. године - а до 1922. године већина предмета који чине данашњу колекцију већ је била обједињена под једним кровом.
Азија, Кина - Јапан - Кореја
Азијска колекција МАК-а једна је од важних колекција у Европи, уметничких дела и примењене уметности из азијског региона. Састављен је из јавних и приватних колекција током историје која траје 150 година и нуди широк поглед на историју уметности Азије.
У фебруару 2014. отворена је стална колекција МАК Азија са концептом дизајна који је заједнички развијен са јапанским уметником Тадашием Каваматом. Од самог почетка било је предвиђено да модуларно конструисана композиција собе Кавамата из 2014. године буде редизајнирана након отприлике две године. У складу са ревидираним просторним концептом компаније Кавамата, положај витринских модула је промењен, а размењени су бројни предмети из колекције МАК Азиа.
Ренесанснса, барок,  рококо
Ова МАК-ова колекција чипке и стакленог посуђа - посебно венецијанског стакла - сматра се једном од најфинијих и најразноврснијих на свету. Чак и у барокном периоду,  производи од стакла били су посебно драгоцени, а и мушкарци и жене трошили су огромне суме на раскошну декорацију чипке коју је захтевала мода.
Ова презентација предмета од стакла и чипке не заснива се само на уметничко-историјским критеријумима, већ и на визуелним ефектима материјала - њиховој „прозирности“, деликатности материјала и виртуозности израде која је укључена у њихову производњу - што би данас могло бити њихов аспект који изазива највеће дивљење.
Барок, рококо, класицизам
Ова МАК-ова колекције садрже неке сјајне примере израде кабинета из осамнаестог века. Акценат у колекцији је на делима из културног царства који обухватају Аустрију, Француску и Немачку. Они сведоче о огромном типолошком, техничком и формалном развоју догађаја који су се догодили током осамнаестог века.
Бидермајер у стилу Ампир
Током прве половине деветнаестог века појавила се хетерогена маса потрошача, нешто што раније није виђено у аустријској културној историји. Са ефектима индустријске револуције и растућом културном, социјалном и економском снагом средње класе постало је могуће и неопходно производити диференциране производе за ове потрошаче. Сада је постало неопходно и могуће ставити на располагање шире јавне предмете који су раније били доступни само уском кругу потрошача.
Поред широке разноликости укуса, асортиман производа који су у понуди био је такође обележен суптилном градацијом од скупих луксузних предмета до јефтиних замена. Тако се појавио опште разумљив језик за материјале и форме, који више није био специфичан за било који одређени друштвени слој, али уместо тога одређени финансијским факторима. Прикази више нису имали симболички карактер, већ су били повезани са стварним људима, стварима и догађајима.
Одабир у музеју приказаних предмета показује, поред изванредних достигнућа аустријске уметничке и занатске производње, пре свега разноликост дизајна и материјала који су се користили за свакодневне производе током периода Царства и Бидермајера.
Историцизам (уметност), сецесија
Из своје колекције намештаја, МАК представља преглед преко сто година производње компаније Thonet и конкурентских фирми, од 1830-их до 1930-их година,  која је покушавала да развије технички економичнију верзију закривљења дрвеног намештаја, касни бидермајерски облици намештаја (што је успела користећи савијене и лепљене ламинате).

## МАК лабораторија дизајна
МАК лабораторија дизајна  (MAK desing lab), је заједнички пројекат МАК-а и аустријског савезног Министарства образовања, науке и истраживања.
При оснивању ове лабораторије пошло се од чињенице да је дизајн је много више од пуког дизајнирања „ствари“: дизајн је став, начин да се подстакну промене да нови приступи постану замисливи и опипљиви. Дизајн доприноси формирању нашег света и начину на који живимо заједно и помаже у ширењу људских могућности за одлучивање и одлучивање. Сви објекти „аналогни и дигитални“ којима се окружујемо, а које производимо, купујемо, користимо и одбацујемо утичу на нас и нашу околину. У том процесу наша друштвена брига и ставови одређују њихову примену.
На приближно 2.000 квадратних метара,  МАК лабораторија дизајна демонстрира бројне начине на које дизајн може допринети позитивним променама. Савремени пројекти дизајнера, уметника, архитеката, програмера, активиста и идеалиста који реагују на изазове 21. века и визуализују проблеме, предлажу алтернативе или нуде решења контекстуализују се на сложене начине са историјским приступима из колекције МАК.
Више од 500 предмета, као и алати, научна истраживања и технологије представљају алтернативне путеве за наш тренутни начин живота и показују приступе за одрживу трансформацију наших начина производње, животних стилова, навика и система.

## Изложбе
| - 2010: Firing Cells. About Having A Moment - curated by Gregor Eichinger - 2010: Otto Neurath. Gypsy Urbanism - 2010: Josef Dabernig. Excursus on Fitness - 2010: Artists in focus: #8 Hans Weigand. Vortex - 2010: Fat / Sam Jacob. Duplicate Array: Buildings / Places / Objects - 2010: Ming. Interlude - 2010: Ina Seidl. Jewelry - 2010: Flowers for Kim Il Sung. Art and Architecture from the Democratic People's Republic of Korea - 2010: Minimal. Art and Furniture from the MAK Collection - 2010: Apokalypse / Keinen Keks heute. Otto Mühl - 2010: Project Vienna. How to React to a City - 2010: Josef Dabernig. 1 sculpture 2 versions - 2010: Artists in focus #9 Plamen Dejanoff. Heads & Tails - 2010: Design Criminals. Or a New Joy into the World curated by Sam Jacob - 2010: Mihály Biró. Pathos in Red - 2010: David Zink Yi. Manganese Make My Colors Blue - 2010: Crossover. Two Collections - Private and Public - 2010: Leather, Fabric and Zipper. Bags and Purses from the MAK Collection - 2010: Contemporary. Jewelry from Austria. The "Eligius" Austrian Jewelry Design Award, 2010 - 2010: 100 Best Posters 09. Germany Austria Switzerland - 2010: Andrea Branzi. The Weak Metropolis: for a "New Charter of Athens" - 2010: Eva Schlegel. In Between - 2011: Bruno. Bruno Kreisky as portrayed by Konrad Rufus Müller - 2011: The Great Viennese Café: A Laboratory. Phase I - 2011: APPLY! Taste Art - 2011: Artists in focus #10 Erwin Wurm. Schöner Wohnen - 2011: SPAN (Matias del Campo & Sandra Manninger). Formations - 2011: Kurt Ryslavy. Collector, Wine Merchant, Sunday Painter. A Conceptual-Sculptural Intervention - 2011: The Emperor's New Colors. 19th-Century Chinese Art from the MAK Collection - 2011: The Second Skin. Objects for Packing and Preserving - 2011: Industrial Furniture. Prototypes of the Modern Era - 2011: Rudolf Steiner - Alchemy of the Everyday - 2011: Artists in focus #11 Walter Pichler. Sculptures Models Drawings - 2011: Michael Wallraff. looking up.vertical public space - 2011: The Great Viennese Café: A Laboratory. Phase II & Experimental Design - 2011: Artists' Books on Tour. Artist Competition and Mobile Museum - 2011: Gôm Sú‘. Ceramics from Viêt Nam, a 2000-Year History - 2011: 2 x 100 Best Posters at the MAK - 2011: Envisioning Buildings: Reflecting Architecture in Contemporary Art Photography - 2012: Patrick Rampelotto. Adventures in Foam - 2012: The Magic of Diversity. The MAK as Applied Space of the Future - 2012: Gustav Klimt. Cartoons for the Mosaic Frieze at Stoclet House - 2012: sound:frame festival 2012. Exhibition "substructions" - 2012: ...Furniture of All Kinds. Design drawings from the Danhauser Furniture Factory - 2012: Stiefel & Company Architects. Faux Terrains - 2012: Made 4 You. Design for Change - 2012: Things. plain & simple - 2012: Kurt Spurey. Sedimente. Chawan. 4 Colors 4 Forms - 2012: Benjamin Hirte. the classic mob ballet - 2012: taliaYsebastian. The Committee of Sleep - 2012: Masterpieces - 2012: Contemporary Necklaces - 2012: Others curated by Pae White - 2012: Vienna 1900. Viennese Arts and Crafts, 1890–1938 - 2012: 100 Best Posters 11. Germany Austria Switzerland - 2012: WerkStadt Vienna. Design Engaging the City - 2012: Kathi Hofer. craftivism - 2013: Nippon Chinbotsu. Japan Sinks. A Manga - 2013: Signs Taken in Wonder. Searching for Contemporary Istanbul - 2013: Marco Dessí. Still Life - 2013: A Shot of Rhythm and Color. English Textile Design of the late 19th Century - 2013: JEX – Jewelry Exhibition. Jewelry by Petra Zimmermann - 2013: Loos. Our Contemporary - 2013: Kerstin von Gabain. City of Broken Furniture - 2013: Verena Dengler. | - 2013: Lisa Truttmann. My Stage is your Domain - 2013: Sonic Fabric feat. BLESS N°45 Soundperfume engineered by Popkalab - 2013: 100 Best Posters 12. Germany Austria Switzerland - 2013: Pae White. Orllegro - 2013: Scientific Skin feat. Bare Conductive in collaboration with Fabio Antinori + Alicja Pytlewska - 2013: Franz von Zülow. Paper - 2014: sound:frame 2014. If this is the Answer, what is the Question? - 2014: soma architecture. Immanent Elasticity - 2014: After-Images.150 Years of the MAK – Exhibitions in Pictures - 2014: Exemplary.150 Years of the MAK – from Arts and Crafts to Design - 2014: Hollein. - 2014: Hanna Krüger [Die Sammlung] a collective structure - 2014: South meets North: Local Innovation. Global Conversation - 2014: Tomorrow is... - 2014: Valentin Ruhry. Grand Central - 2014: 100 Beste Posters 13. Germany Austria Switzerland. - 2014: Schwadron Brothers: new places und traces - 2014: I Santillana. - 2014: photo::vienna. Retrospective 2014 - 2014: Ways to Modernism. Josef Hoffmann, Adolf Loos, and Their Impact - 2015: Jewellery 1970-2015. Bollmann Collection. Fritz Maierhofer – Retrospective - 2015: Eoos. Design between Archaic and High Tech - 2015: Alfredo Barsuglia. Cabinet - 2015: Amie Siegel. Provenance - 2015: Future Light. Escaping Transparency - 2015: Uneven Growth. Tactical Urbanisms for Expanding Megacities - 2015: 2051. Smart Life in the City - 2015: The Art of Working – Agency in Digital Modernity - 2015: Mapping Bucharest. Art, Memory, and Revolution 1916–2016 - 2015: 24/7. the human condition - 2015: Christoph Niemann. Drawing the Line - 2015: photo::vienna. Retrospective 2015 - 2015: Villa Tugendhat - 2015: Stefan Sagmeister: The Happy Show - 2015: 100 Best Posters 14. Germany Austria Switzerland - 2015: Josef Frank. Against Design. - 2016: Fashion Utopias. Haute Couture in the Graphic Arts - 2016: Kay Walkowiak. Forms in Time. - 2016: Josiah McElehny. The Ornament Museum - 2016: Robert La Roche. Personal View - 2016: Friedrich Kiesler. Life Visions - 2016: Eligius Award 2016. Jewelry in Austria - 2016: 100 Beste Posters 15. Germany Austria Switzerland - 2016: City Factory. Social Furniture Collection by Eoos - 2016: photo::vienna. Retrospective 2016 - 2016: Shunga. Erotic Art from Japan - 2016: Patrycja Domanska. Stimuli - 2016: The Goldscheider Company. Viennese Ceramics 1885–1938 - 2016: handiCRAFT. Traditional Skills in the Digital Age - 2017: The Glass of the Architects. Vienna 1900–1937 - 2017: Glasses from the Empire and Biedermeier Period - 2017: Book Covers of the Wiener Werkstätte - 2017: 650 Years of Gold- and Silversmiths. The Competitions - 2017: Library for Social Design - 2017: Hello, Robot. Design between Human and Machine. An exhibition of the MAK, the Vitra Design Museum, and the Design Museum Gent - 2017: CityFactory: New Work. New Design - 2017: What Do We Want? Dimensions of a New Digital Humanism - 2017: LeveL. the fragile balance of utopia - 2017: ich weiß nicht. Growing Relations between Things. - 2017: Artificial Tears. Singularity & Humanness—A Speculation - 2017: Design for Agency. - 2017: photo::vienna. Retrospective 2017 - 2017: 100 Best Posters 16. Germany Austria Switzerland - 2017: Thomas Bayrle. If It's Too Long—Make It Longer - 2017: Aesthetics of Change:150 Years of the University of Applied Arts Vienna - 2018: Klimt's Magic Garden. A Virtual Reality Experience by Frederick Baker - 2018: Gustav Peichl. 15 Buildings for His 90th - 2018: 300 YEARS OF THE VIENNA PORCELAIN MANUFACTORY - 2018: POST-OTTO WAGNER: From the Postal Savings Bank to Post-Modernism - 2018: 100 BEST POSTERS 17. Germany Austria Switzerland - 2018: SAGMEISTER & WALSH: Beauty |